# Victoria Nuland
Victoria Jane Nuland (n. 1961, New York City) este o diplomată americană, care în prezent (2023) are funcția de subsecretar de stat pentru afaceri politice. A fost secretar adjunct de stat pentru afaceri europene și euroasiatice în administrația Barack Obama.

## Biografie
Victoria Nuland s-a născut în 1961, fiind primul dintre cei patru copii ai chirurgului, profesorului bioetician și autorului de istorie a medicinii Sherwin B. Nuland. Bunicii săi, evrei-ortodocși (Meyer și Vitsche Nudelman - numele a fost schimbat oficial, în 1947, din Nudelman în Nuland), emigraseră la începutul secolului XX din Basarabia, care aparținea pe atunci de Imperiul Rus, în SUA. Până în 1979 ea a urmat cursurile școlii-internat Choate-Rosemary-Hall, după care a terminat cursurile universitare la Brown University din Providence, Rhode Island. Victoria Nuland vorbește rusa, franceza și puțin chineza. Activează la Departamentul de Stat al Statelor Unite ale Americii din anul 1984. Ca diplomată, a fost trimisă, printre altele, în Mongolia, China și Rusia.
Nuland este căsătorită cu istoricul Robert Kagan, cu care are doi copii.